# Kożuchów (ville)
Pour les articles homonymes, voir Kożuchów.
Kożuchów (prononciation : [kɔˈʐuxuf]) est une ville située dans la partie occidentale de la Pologne.
Elle est le siège administratif (chef-lieu) de la gmina appelée Kożuchów.
La cité a une superficie de 5,94 kilomètres carrés.

## Histoire
Établie en 1125, Kożuchów obtient le statut de ville en 1273.
En 1793, le village est annexé par le royaume de Prusse et en 1815 incorporé dans la province de Silésie sous le nom de Freystadt-en-Silésie et devient le chef-lieu de l'arrondissement de Freystadt-en-Basse-Silésie dans le district de Liegnitz.
Après la Seconde Guerre mondiale, avec la mise en œuvre de la ligne Oder-Neisse, la ville intègre la République populaire de Pologne (voir Évolution territoriale de la Pologne).
De 1975 à 1998, la ville appartenait administrativement à la voïvodie de Zielona Góra.

Depuis 1999, elle appartient administrativement à la voïvodie de Lubusz.

## Personnalités liées à la ville
- Fritz Zastrau (de) (1837-1899), architecte et fonctionnaire du bâtiment

## Relations internationales

### Jumelages
La ville a signé des jumelages ou des accords de coopérations avec :
- Castelmola (Italie).